# 侯覧
侯 覧（侯覽、こう らん、生年不詳 - 172年）は、後漢の宦官。本貫は山陽郡防東県。

## 経歴
桓帝の初年、中常侍となった。朝廷内で腐敗した宦官や官僚たちと仲間を作り、受け取った賄賂は巨万を数えた。延熹年間、軍の出動が連年続いて、朝廷の府庫は空になり、百官の俸禄や王侯の租税から朝廷が借金する財政状況となった。侯覧は絹布五千匹を献上して、関内侯の爵を受けた。また梁冀を討った論功にかこつけて、高郷侯に封じられた。
ときに小黄門の段珪の家が済陰郡にあり、侯覧とともに農業を経営していた。かれらの私田は済北国との境界近くまで延び、かれらの僕従や賓客たちが人々に乱暴狼藉をはたらいていた。済北国相の滕延は狼藉者たちをみな逮捕して数十人を処刑し、その遺体を道路の交差点に晒した。侯覧と段珪はこのことを桓帝に訴え、滕延は無辜の者を殺した罪に問われて、身柄を廷尉に送致され、免官された。
侯覧の兄の侯参は益州刺史をつとめていたが、富裕な民を捕まえては大逆の罪で誣告し、一族皆殺しにして財産を没収していた。太尉の楊秉が侯参の罪を奏上し、檻車に乗せて連行させると、侯参は道中に自殺した。京兆尹の袁逢が旅舎で侯参の車300両あまりを調べると、みな金銀や錦帛や珍玩が積まれていて、数えることもできないほどであった。侯覧は兄の罪に連座して免官されたが、ほどなく官に復帰した。
169年（建寧2年）、母が死去したため、侯覧は家に帰って喪に服し、大きな墓を建てた。このとき督郵の張倹が侯覧の貪婪奢侈ぶりを告発する上奏をおこなった。張倹は侯覧の邸と墓を破却し、財産を没収し、その罪状を詳細に報告した。いっぽう侯覧は張倹を党人として誣告した。もと長楽少府の李膺や太僕の杜密らが連座して獄死し、張倹は逃亡を余儀なくされた（第二次党錮の禁）。侯覧は曹節に代わって長楽太僕をつとめた。
172年（熹平元年）5月、侯覧は専権驕奢ぶりを御史に弾劾奏上され、印綬を没収されて自殺した。かれの仲間たちはみな免官された。

## 伝記資料
- 『後漢書』巻78 列伝第68